# لوکرتیا و همسرش
لوکیوس تارکوئینیوس کولاتینوس و همسرش لوکرتیا یک نقاشی رنگ روغن منسوب‌به تیسین، نقاش ایتالیایی، است. این نگاره در  حدود سال ۱۵۱۵ میلادی ترسیم شده است. این نقاشی در موزه تاریخ هنر وین نگهداری می‌شود. این نگاره‌ی شبه‌افسانه‌ای لوکرتیا را با همسرش لوکیوس تارکوئینیوس کولاتینوس نشان می‌دهد. لوکرتیا بعدها مورد تجاوز سکستوس تارکوئینیوس، از بستگان شوهرش، قرار گرفت که منجر به شورشی به‌رهبری لوکیوس یونیوس بروتوس، براندازی خاندان پادشاهی و تأسیس جمهوری روم شد.